# 2116
2116 (ММCXVI) е високосна година, започваща в сряда според Григорианския календар. Тя е 2116-ата година от новата ера, сто и шестнадесетата от третото хилядолетие и седмата от 2110-те.